# Prefecturen van de Centraal-Afrikaanse Republiek
De Centraal-Afrikaanse Republiek is ingedeeld in 14 prefecturen, 2 economische prefecturen en 1 autonome gemeente (commune), de hoofdstad Bangui. De prefecturen zijn verdeeld in 71 sub-prefecturen, Bangui in arrondissementen.
| Prefectuur             | Hoofdstad    | Opp. (km²) | Inw. (2003) | Kaart                                            |
| ---------------------- | ------------ | ---------- | ----------- | ------------------------------------------------ |
| Bamingui-Bangoran      | Ndélé        | 58.200     | 43.229      | Prefecturen van de Centraal-Afrikaanse Republiek |
| Basse-Kotto            | Mobaye       | 17.604     | 249.150     | Prefecturen van de Centraal-Afrikaanse Republiek |
| Haute-Kotto            | Bria         | 86.650     | 90.316      | Prefecturen van de Centraal-Afrikaanse Republiek |
| Haut-Mbomou            | Obo          | 55.530     | 57.062      | Prefecturen van de Centraal-Afrikaanse Republiek |
| Kémo                   | Sibut        | 17.204     | 118.420     | Prefecturen van de Centraal-Afrikaanse Republiek |
| Lobaye                 | Mbaïki       | 19.235     | 246.875     | Prefecturen van de Centraal-Afrikaanse Republiek |
| Mambéré-Kadéï          | Berbérati    | 30.203     | 364.795     | Prefecturen van de Centraal-Afrikaanse Republiek |
| Mbomou                 | Bangassou    | 61.150     | 164.009     | Prefecturen van de Centraal-Afrikaanse Republiek |
| Nana-Mambéré           | Bouar        | 26.600     | 233.666     | Prefecturen van de Centraal-Afrikaanse Republiek |
| Ombella-M'Poko         | Bimbo        | 31.835     | 356.725     | Prefecturen van de Centraal-Afrikaanse Republiek |
| Ouaka                  | Bambari      | 49.900     | 276.710     | Prefecturen van de Centraal-Afrikaanse Republiek |
| Ouham                  | Bossangoa    | 50.250     | 369.220     | Prefecturen van de Centraal-Afrikaanse Republiek |
| Ouham-Pendé            | Bozoum       | 32.100     | 430.506     | Prefecturen van de Centraal-Afrikaanse Republiek |
| Vakaga                 | Birao        | 46.500     | 52.255      | Prefecturen van de Centraal-Afrikaanse Republiek |
| Economische prefectuur | Hoofdstad    | Opp. (km²) | Inw. (2003) | Prefecturen van de Centraal-Afrikaanse Republiek |
| Nana-Grébizi           | Kaga Bandoro | 19.996     | 117.816     | Prefecturen van de Centraal-Afrikaanse Republiek |
| Sangha-Mbaéré          | Nola         | 19.412     | 101.074     | Prefecturen van de Centraal-Afrikaanse Republiek |
| Autonome gemeente      | Hoofdstad    | Opp. (km²) | Inw. (2003) | Prefecturen van de Centraal-Afrikaanse Republiek |
| Bangui                 | Bangui       | 67         | 622.771     |                                                  |